# Katarina Svanberg
Katarina Svanberg (nacida el 11 de diciembre de 1944) es una médica sueca, profesora y consultora jefe de oncología en el Hospital Universitario de Skåne. Su investigación se centra en el uso de imágenes tumorales basadas en la fluorescencia y la terapia fotodinámica. Fue presidenta de la SPIE en 2011 y recibió la Medalla de Oro de la SPIE en 2017.

## Primeros años y educación
Svanberg nació en Falköping y creció en Mariestad. Sus padres crecieron sin mucho dinero y perdieron a sus hermanos por no tener acceso a una atención médica adecuada. Svanberg era su única hija y, aunque ninguno de los dos había ido a la escuela más allá del sexto grado, trabajaron para que ella pudiera ir a la universidad. Su madre tenía una tienda de hilos. Svanberg se formó en la Universidad de Gotemburgo, donde estudió literatura sueca y oceanografía. Tras obtener un máster, se incorporó a la escuela de magisterio de la Universidad de Gotemburgo, y pasó los diez años siguientes como profesora de secundaria. En 1979 regresó a la Universidad de Lund para estudiar medicina, y en 1988 ya era médico colegiado. Mientras estudiaba medicina, consultaba a su marido, físico, sobre las interacciones entre la luz láser y los tejidos biológicos. Svanberg completó su formación como especialista en oncología.[cita requerida]

## Investigación y carrera
Svanberg ha investigado la fototerapia para el diagnóstico y el tratamiento in vivo del cáncer. Se interesó especialmente por el uso de la terapia fotodinámica, y realizó la primera sesión clínica en el Hospital Universitario de Lund en 1987. Paralelamente a su práctica clínica, Svanberg se doctoró en biofotónica, estudiando el diagnóstico de tumores con espectroscopia de fluorescencia.
Junto con su marido, Svanberg creó el Centro Médico de Láser de la Universidad de Lund. El equipo que desarrolló para su investigación doctoral fue pionero en las terapias basadas en láser en la Universidad de Lund, así como en toda Europa y África. A principios de la década de 2000, dirigió el primer ensayo clínico aleatorio de fase III sobre terapia fotodinámica. Desde entonces ha demostrado que la espectroscopia basada en la fluorescencia puede utilizarse para evaluar la madurez de los aguacates.

## Premios y honores
- 1995 Premio de investigación interdisciplinaria de la Royal Scientific Society[4]
- Premio de innovación SKAPA 2004 en memoria de Alfred Nobel
- 2005 Miembro electo de SPIE[5]
- 2006 SPIE Women in Optics Planner[6]
- Premio al Innovador 2007, Sociedad para el Desarrollo Industrial
- 2014 Miembro electo de la Academia de Electromagnetismo[7]
- Premio pionero de la mesa a la cabecera de los Institutos Nacionales de Salud de 2015[8][9]
- Medalla de oro SPIE 2017[10]

## Servicio académico
Svanberg ha participado en la promoción de la óptica y la fotónica. Fue nombrada miembro de la Asociación Europea del Láser en 1998. Svanberg se incorporó a la Junta Directiva de la SPIE, la sociedad internacional de óptica y fotónica, en 2005. Fue elegida vicepresidenta de la SPIE en 2009, y finalmente ocupó el cargo de presidenta en 2011. Fue miembro del comité directivo de las actividades del Año Internacional de la Luz en 2015.

## Publicaciones seleccionadas
- Wang I; Bendsoe N; Klinteberg CA; Enejder AM; Andersson-Engels S; Svanberg S; Svanberg K (1 April 2001). "Photodynamic therapy vs. cryosurgery of basal cell carcinomas: results of a phase III clinical trial". British Journal of Dermatology. 144 (4): 832–840. doi:10.1046/J.1365-2133.2001.04141.X. ISSN 0007-0963. PMID 11298545. Wikidata Q42502667.
- Andersson-Engels S; Klinteberg C; Svanberg K; Svanberg S (1 May 1997). "In vivo fluorescence imaging for tissue diagnostics". Physics in Medicine and Biology. 42 (5): 815–824. doi:10.1088/0031-9155/42/5/006. ISSN 0031-9155. PMID 9172261. Wikidata Q36863696.
- Andersson-Engels S; Johansson J; Svanberg K; Svanberg S (1 June 1991). "Fluorescence imaging and point measurements of tissue: applications to the demarcation of malignant tumors and atherosclerotic lesions from normal tissue". Photochemistry and Photobiology. 53 (6): 807–814. doi:10.1111/J.1751-1097.1991.TB09895.X. ISSN 0031-8655. PMID 1886939. Wikidata Q33376258.

## Vida personal
Svanberg está casada con Sune Svanberg, físico y miembro del Comité Nobel de Física.